# Eucriotettix exsertus
Eucriotettix exsertus is een rechtvleugelig insect uit de familie doornsprinkhanen (Tetrigidae). De wetenschappelijke naam van deze soort is voor het eerst geldig gepubliceerd in 1902 door Bolívar.